# 交變梯度同步加速器
交變梯度同步加速器（Alternating Gradient Synchrotron或簡稱AGS）是一個位于美国纽约州长岛的布鲁克黑文国家实验室的粒子加速器。

## 诺贝尔奖
交變梯度同步加速器的一些重大發現而荣获3个诺贝尔物理学奖:
- 1962年利昂·萊德曼、梅爾文·施瓦茨和傑克·施泰因貝格爾發現緲微中子
- 1976年丁肇中發現J/ψ介子的J部分和粲夸克
- 1980年詹姆斯·克羅寧和瓦尔·菲奇在K介子实验中發現CP破壞